# Ricardo Menéndez Salmón
Ricardo Menéndez Salmón, né le 18 février 1971 à Gijón, dans la province d'Asturies en Espagne, est un romancier, essayiste, traducteur et journaliste espagnol.

## Biographie
Licencié en philosophie de l'Université d'Oviedo, il a été chroniqueur du journal El Comercio et critique littéraire dans le supplément culturel du quotidien ABC. Actuellement, il collabore à divers journaux espagnols.
Il a reçu plus de 40 prix littéraires, dont le prix Juan Rulfo 2003 décerné par Radio France internationale et l'Institut du Mexique de Paris pour Los caballos azules (Les chevaux bleus, non traduit) et le prix de la nouvelle courte Casino Mieres en 2006 pour La Noche Feroz.

## Œuvres

### Romans
- La Philosophie en hiver, Jacqueline Chambon, 2011 ((es) La filosofía en invierno, 1999), trad. Delphine Valentin, 120 p.  (ISBN 978-2-330-00214-5)
- (es) Panóptico, KRK Ediciones, 2001
- (es) Los arrebatados, Ediciones Trea, 2003
- La Nuit féroce, DO, 2020 ((es) La noche feroz, KRK Ediciones, 2006), trad. Jean-Marie Saint-Lu, 122 p.  (ISBN 979-10-95434-25-2)
- L’Offense[2],[3], Actes Sud, coll. « Lettres hispaniques », 2009 ((es) La ofensa, 2007), trad. Elisabeth Beyer et Aleksandar Grujicic, 144 p.  (ISBN 978-2-7427-8516-2)
- Débâcle, Jacqueline Chambon, 2015 ((es) Derrumbe, 2008), trad. Jean-Marie Saint-Lu, 192 p.  (ISBN 978-2-330-04884-6)
- Le Correcteur[4], Jacqueline Chambon, 2011 ((es) El corrector, 2009), trad. Delphine Valentin, 128 p.  (ISBN 978-2-7427-9670-0)
- La lumière est plus ancienne que l’amour, Jacqueline Chambon, 2012 ((es) La luz es más antigua que el amor, 2010), trad. Delphine Valentin, 176 p.  (ISBN 978-2-330-00934-2)
- Medusa, Jacqueline Chambon, 2013 ((es) Medusa, 2012), trad. Jean-Marie Saint-Lu, 132 p.  (ISBN 978-2-330-02508-3)
- Enfants dans le temps, Jacqueline Chambon, 2013 ((es) Niños en el tiempo, 2014), trad. Jean-Marie Saint-Lu, 192 p.  (ISBN 978-2-330-05886-9)
- L'Île Réalité, Jacqueline Chambon, 2018 ((es) El Sistema, 2016), trad. Jean-Marie Saint-Lu, 272 p.  (ISBN 978-2-330-09722-6)
- (es) Homo Lubitz, 2018
- Horde, DO, 2022 ( (es) Horda, 2021, Planeta - Seix Barral), trad. Jean-Marie Saint-Lu, 120 p.  (ISBN 979-10-95434-42-9)

## Sur quelques ouvrages

### La Nuit féroce
Une nuit froide et neigeuse de novembre 1936, au village de Promenadia, près de La Raya et de Gijón (Asturies).
Homero, Léonais d'Omaña, maître d'école, est invité chez un fermier, le maître de maison (une épouse, une jeune fille enceinte, un enfant écolier, un enfant idiot).
Passent Ezequiel le cordonnier et La Mort, en battue, après le viol de la petite fille Aguirre, massacrée et jetée au puits.
Le paysan n'est pas prêt, et l'instituteur trop fluet (et bolchevique).
Le père Aguirre en sera, illuminé, curé fou.
Homero rentre dans son école, ne se met pas à relire Les Démons, mais écrit sur le déserteur français fondateur du village.
Passent deux maçons itinérants, étrangers au pays, affamés, qu'Homero nourrit et prévient, mais n'héberge pas.
Passe ensuite le fermier venu discuter : l'institutrice d'avant aussi a disparu.
Homero n'arrive pas à discuter, raconter sa mère, son père, ses idées...
Passe encore Ricardo Irizabal, le maître boiteux de Villa Arenas (sans sa femme Victoria Carro), pour discuter.
La nuit ne passe pas. On en arrête deux, on en pend deux.
Et cette même nuit, Labeche a enduit les pieds des vaches d'essence...

### Horde
Dans un futur lointain, dystopique, les humains ont désappris la langue, ne savent plus parler, lire, rire.
Au premier éclat de rire, à la première suspicion de lecture, émergent de la foule des enfants chargés de mettre au pas, de vider la tête de tout récalcitrant au silence.
Pourtant, quelques rares adultes essaient de retrouver les paroles, les mots, qui leur permettraient peut-être de réenchanter le monde.